# Kenny Werner
Pour les articles homonymes, voir Werner.
Kenny Werner, né Kenneth Werner le 19 novembre 1951 à Brooklyn (New York), est un pianiste, claviériste et compositeur de jazz américain.

## Biographie

### Études
Kenny Werner grandit à Oceanside sur Long Island. Il commence très tôt la musique, en chantant et en étudiant le piano à l'âge de quatre ans. Dès l'âge de onze ans il joue du piano stride dans un orchestre qui enregistre un single pour une émission télévisée.
Au collège il intègre une classe préparatoire à la Manhattan School of Music de 1966 à 1968 avec Zenon Fishbein comme professeur, poursuit ses études dans le registre classique pendant un an et demi à la Manhattan School of Music avec le même professeur, puis décide de se consacrer au jazz. Il l'étudie au prestigieux Berklee College of Music de Boston dans la classe de piano de "Madame" Chaloff, professeur d'élèves aussi connus que Keith Jarrett, Chick Corea, Herbie Hancock, et Steve Kuhn. Elle transmet à Kenny Werner sa technique de jeu et ses réflexions spirituelles sur l'expression créative dans la musique.
Kenny Werner part ensuite au Brésil avec le saxophoniste de jazz Victor Assis Brasil, ancien élève de Berklee, où il rencontre son frère le pianiste classique João Carlos Assis Brasil. Grâce aux cours particuliers qu'il va suivre avec João, il continue à découvrir l'expression musicale et à mieux maîtriser son parcours créatif.

### Les débuts
De retour à New York, il gagne sa vie en jouant du piano lors de mariages ou de Bar Mitzvah, et tente de se faire connaître sur les scènes jazz. Il enregistre son premier album en 1977, Ken Werner Plays The Music Of, avec des reprises de Bix Beiderbecke, Duke Ellington, James P. Johnson et George Gershwin. Sa première collaboration intéressante est l'enregistrement la même année de l'album Something Like A Bird avec Charles Mingus (qui ne joue pas dans cet enregistrement), Michael Brecker, Joe Chambers, et Jimmy Knepper. Plus tard il enregistre avec Archie Shepp, avec qui il part en tournée au début des années 1980.

### Les années 1980
Sa première production originale date de 1981, avec l'album Beyond The Forest Of Mirkwood. Entre 1981 et 1995, il joue avec son propre trio (Ratzo Harris à la contrebasse et Tom Rainey à la batterie), avec qui il enregistre plusieurs albums : Ken Werner – Introducing The Trio (1988), Press Enter (1992), Guru (1994), et Live at Visiones (1995).
Le 1er décembre 1989 Kenny Werner compose Uncovered Heart, l'une de ses plus belles mélodies, pour la naissance de sa fille Katheryn. L'album homonyme en quintet avec Randy Brecker, Joe Lovano, et Eddie Gomez sort en 1990.

### Les années 1990
Pendant les années 1990, il joue de plus en plus souvent à New York et en Europe. Il se produit également avec le Mel Lewis Jazz Orchestra (rebaptisé plus tard Vanguard Jazz Orchestra), pour lequel il écrit quelques pièces. Il compose également pour le Cologne Radio Jazz Orchestra (WDR), le Danish Radio Jazz Orchestra, le Netherlands Metropole Orchestra (nl), et le UMO Jazz Orchestra (Finlande).
Après deux nouveaux albums en 1998 (A Delicate balance et Unprotected music), Kenny Werner sort en 2000 un nouvel opus intitulé Beauty secrets.

### Les années 2000
En 2000, il forme un nouveau trio avec Ari Hoenig à la batterie et Johannes Weidenmueller à la contrebasse, avec lequel il enregistre trois albums : Form And Fantasy, Beat Degeneration et Peace, Live At The Blue Note.
Il collabore également avec son ami Joe Lovano depuis 1977, et jouent souvent l'un pour l'autre dans leurs albums respectifs. Il apparaît aux côtés de l’actrice Betty Buckley depuis 1989, pour qui il a écrit, arrangé et produit les spectacles, dont une symphonie qui a été jouée par l'orchestre symphonique de la BBC et le Dallas Symphony Orchestra.
Il joue et enregistre avec de nombreux musiciens, parmi lesquels on peut citer Ron Carter, Dizzy Gillespie, Bob Brookmeyer, Joe Henderson, Al Cohn, Gunter Schuller, Maria Schneider, Chico Freeman, Mel Lewis, Peter Erskine, Tom Harrell, Lee Konitz, Toots Thielemans, Joe Locke, et Marian McPartland.
En 2006, Kenny Werner signe pour le label Blue Note, et enregistre l'album Lawn Chair Society en quintet avec Chris Potter, Dave Douglas, Scott Colley et Brian Blade.
Le 2 octobre 2006, sa fille Katheryn, dont il est très proche, est victime d'un accident de voiture à South Fallsburg près de New York. Profondément affecté par sa disparition, il puise dans la mystique du Siddha Yoga et dans la musique les forces nécessaires. Il compose alors ce qu'il considère comme l'œuvre la plus importante de sa vie, No Beginning, No End, une pièce en cinq mouvements pour 35 instruments à vent, chœur, et quartet à cordes, qui sort en 2010 chez Half Note Records. 70 musiciens jouent dans cette composition, parmi lesquels Joe Lovano et Judi Silvano (en).

## Enseignement
Kenny Werner est l'auteur d'un livre destiné aux musiciens, intitulé Effortless Mastery: Liberating the Master Musician Within, qui fait part de ses réflexions et de ses quêtes philosophiques vis-à-vis de la musique, et enseigne les aspects émotionnels, spirituels, physiques et psychologiques du jeu et de la scène. Il organise des conférences sur ce thème, ainsi que des masterclasses, dont certaines sont éditées en DVD.
Professeur de musique, il participe à nombreuses formations, stages, donne des cours privés, aussi bien aux États-Unis qu'à l'étranger ; il a enseigné de 1987 à 1993 au sein du département jazz de la New School de New York, et était directeur artistique du programme de jazz du Banff Centre (en) de 1999 à 2000.
Depuis 2014, Kenny Werner est directeur artistique de l'Effortless Mastery Institute au Berklee College Of Music.

## Récompenses
- 1985 et 1987 : bourse du National Endowment for the Arts.
- 1992 : prix de distinction artistique du New Jersey State Council on the Arts (en) pour Kandinsky, une composition de Kenny Werner dans son album Paintings.
- 1993 : bourse du National Endowment for the Arts pour le concert hommage à Mel Lewis.
- 1995 : bourse du National Endowment for the Arts pour la composition d'un concerto de piano pour Duke Ellington, donné en février 1996 par le Cologne Radio Jazz Orchestra à la cathédrale Saint-Jean le Divin de New York.
- 2010 : boursier Guggenheim pour la composition de son œuvre No Beginning, No End.

## Discographie

### Comme leader
- 1977 : Ken Werner Plays The Music Of (Finnadar Records) solo
- 1981 : Beyond the Forest of Mirkwood (Enja Records) solo
- 1982 : 298 Bridge St. (AMF Records) Kenny Werner sextet feat. Joe Lovano, Bill Drewes, Bill De Arango, Ratzo Harris, Tom Rainey
- 1989 : Introducing the Trio (Sunnyside Records) Kenny Werner trio : Ratzo Harris, Tom Rainey
- 1990 : Uncovered Heart (Sunnyside Records) Kenny Werner sextet : Joe Lovano, Randy Brecker, Eddie Gomez, John Riley, Edson Cafe Adasilva
- 1992 : Press Enter (Sunnyside Records) Kenny Werner trio avec Ratzo Harris, Tom Rainey
  - Paintings (Pioneer LDC Inc. Japan) avec Tom Rainey, Ratzo Harris, Billy Drewes, Tim Hagans, Mark Feldman, Eric Friedlander, Cafe Edson Adasilva, Jamey Haddad, Judi Silvano, Richard Martinez
- 1993 : Copenhagen Calypso (Steeplechase Records) solo
  - Meditations (Steeplechase Records) solo
- 1994 : Live at Maybeck Hall (Concord Jazz) duo avec Chris Potter
  - Live at Maybeck Recital Hall, Vol. 34 (Concord Jazz) solo
  - Gu-Ru (TCB Records) Kenny Werner Trio avec Ratzo Harris, Tom Rainey
- 1995 : Live at Visiones (Concord Jazz) Kenny Werner trio avec Tom Rainey, Ratzo Harris
- 1998 : Unprotected Music (Double Time Records) Kenny Werner trio avec Marc Johnson et Joey Baron
  - A Delicate Balance (BMG) Kenny Werner trio avec Dave Holland et Jack DeJohnette
- 1999 : Beauty Secrets (BMG) avec Billy Hart, Drew Gress, Joe Lovano, Betty Buckley, Mark Feldman
- 2000 : Form and Fantasy, live au Sunset Paris vol. 1 (Night Bird Music) avec Johannes Weidenmueller, Ari Hoenig
- 2002 : Beat Degeneration, live au Sunset Paris vol. 2 (Sunnyside) avec Johannes Weidenmueller, Ari Hoenig
- 2003 : Naked In The Cosmos: The Brussels Jazz Orchestra plays the Music of Kenny Werner (Jazzimpuls Holland)
- 2004 : Peace, Live At the Blue Note 2003 (Half Note Records) live avec Johannes Weidenmueller, Ari Hoenig
- 2006 : Democracy: Live At The Blue Note (Half Note Records)
- 2007 : Lawn Chair Society: Live at The Blue Note (Blue Note Records) Kenny Werner Quintet avec Chris Potter, Dave Douglas, Scott Colley, Brian Blade)
- 2008 : Play Ballads: A Time For Love (Stunt Records) Duo Kenny Werner, Jens Sondergaard
  - Serve Or Suffer (Half Note Records) Kenny Werner Sextet avec Randy Brecker, John Patitucci, James Carter, Adam Rogers, Ray Anderson
  - With A Song In My Heart (Venus Records) Kenny Werner trio, avec Johannes Weidenmueller (b) et Ari Hoenig (d)
- 2010 : No Beginning, No End (Half Note Records)
  - New York - Love Songs (Outnote Records), solo
- 2011 : Balloons, Live at The Blue Note (Half Note Records) Kenny Werner Quintet avec Randy Brecker, David Sánchez, John Patitucci, Antonio Sanchez
  - Institute Of Higher Learning, Kenny Werner & Brussels Jazz Orchestra (Half Note records)
- 2012 : Me, Myself & I (Justin Time Records), solo
- 2013 : Engaging Compassion - A Musical Meditation (Jazzen Records), solo
  - Collaboration (Challenge Records) avec Hans van Oosterhout et Hein Van de Gein
- 2015 : Monash Sessions: Kenny Werner (Jazzhead), avec Paul Williamson et Jordan Murray
  - The Melody (Pirouet Records) avec Johannes Weidenmueller (b) et Ari Hoenig (d)
  - Poesia by Joyce Moreno and Kenny Werner (Pirouet Records) avec Joyce Moreno (voc)
- 2017 : Animal Crackers (Pirouet) avec Johannes Weidenmueller (b) et Ari Hoenig (d)
- 2018 : The Space (Pirouet), solo

### Comme Sideman
Avec Rez Abbasi
- Third Ear, Cathexis, 1995

Avec Myriam Alter
- Alter Ego, Intuition Music, 2000
- If, Enja, 2003

Avec Alan Baylock
- Two Seconds To Midnight, Sea Breeze, 2003

Avec Michael Bocian
- For This Gift, Gunmar Records, 1982

Avec Rémi Bolduc
- Tchat, feat. Kenny Werner, Justin Time Records, 2003

Avec Don Braden (en)
- The Open Road, Double Time, 1996

Avec Betty Buckley
- Children Will Listen, Sterling, 1993
- With One Look, Sterling, 1994
- The London Concert, Sterling, 1995
- Live At Carnegie Hall, Sterling, 1996
- Much More, Sterling, 1997
- Heart To Heart, KO, 2000
- Stars And The Moon: Betty Buckley Live At The Donmar, Concord Jazz, 2001

Avec Fay Claassen (de)
- Rhythms & Rhymes, Jazz'N'Pulse, 2003

Avec Santi Debriano (en)
- Soldier of Fortune, Evidence Records, 1989

Avec Billy Drewes
- Duets: Billy Drewes feat. Kenny Werner, Billy True Music, 1996

Avec Peter Erskine
- Transition, Denon, 1987
- Sweet Soul, Fuzzy Music, 1991
- Behind Closed Doors, Vol. 1, Fuzzy Music, 1998

Avec Robin Eubanks
- Karma, Winter & Winter, 1990

Avec Duduka Da Fonseca
- Samba Jazz Fantasia, Anzic, 2002

Avec Chico Freeman
- Tangents, Wounded Bird, 1984

Avec George Garzone (en)
- Moodiology, NYC Music, 1999
- New York City After Hours, NYC Music, 2001

Avec Eddie Gomez
- Street Talk, Columbia, 2008

Avec Jamey Haddad (en)
- Names, Ananda, 1983

Avec Tom Harrell
- Sail Away, Musidisc, 1989
- Labyrinth, RCA/BMG, 1996

Avec Jerome Harris
- Algorithms, Minor Music, 1986

Avec Greg Hislop
- Manhattan Date, Slope Records, 1986

Avec Christopher Hollyday
- And I'll Sing Once More, Novis RCA, 1992

Avec Joyce
- Music Inside, Verve Forecast, 1990
- Language and Love (Línguas e amores), Verve Forecast, 1991
- Rio Bahia, Far Out Recordings, 2005

Avec Gary Keller
- Blues For An Old New Age, Double Time Records, 1999

Avec Nigel Kennedy
- Blue Note Sessions, Blue Note Records, 2006

Avec Lee Konitz
- Zounds, Soul Note, 1990
- Unleemited, Sunnyside, 2003

Avec Benjamin Koppel
- Walden, Cowbell Music, 2009
- At Ease, Cowbell Music
- Benjamin Koppel Presents: Anders Koppel & Kenny Werner, Breaking Borders #1', 2012

Avec Nancy LaMott (en)
- Beautiful Baby, Midder Music, 1991

Avec Tom Lellis
- Southern Exposure, Adventure Music, 2003

Avec Mel Lewis
- Twenty Years at the Village Vanguard: Mel Lewis Jazz Orchestra, Atlantic, 1985
- Definitive Thad Jones, Vol. 1, Music Masters Records, 1988
- Definitive Thad Jones, Vol. 2, Music Masters Records, 1988
- Lost Art: Mel Lewis Sextet, Music Masters Records, 1989
- To You: A Tribute to Mel Lewis, Music Masters Records, 1990
- Soft Lights and Hot Music: Mel Lewis Jazz Orchestra, Music Masters Records, 1998

Avec Jeanette Lindström
- Sinatra/Weill, Caprice Records, 1999

Avec Joe Locke
- Present Tense, Steeplechase, 1990

Avec Joe Lovano
- Tones, Shapes and Colors, Soul Note, 1985
- Landmarks, Blue Note Records, 1990
- Universal Language, Blue Note Records, 1992
- Celebrating Sinatra, Blue Note Records, 1996

Avec Charles Mingus
- Somethin’ Like A Bird, Atlantic Records, 1977

Avec Jim Pepper (en)
- Comin' and Goin', Europa, 1983

Avec Jimmy Ponder (en)
- So Many Starts, Milestones, 1983

Avec Chris Potter
- Concord Duo Series, Vol. 10, Concord Jazz, 1994

Avec Alex Riel
- The Riel Deal, Stunt, 1996

Avec Maria Schneider
- Evanescence, Enja, 1994

Avec Loren Schoenberg (en)
- S'Posin, Music Masters, 1990

Avec Archie Shepp
- I Know About The Life, SteepleChase, 1981
- Soul Song: Archie, Enja, 1982
- The Good Life, Varrick, 1995

Avec Judi Silvano (en)
- Dancing Voices, JSL, 1991

Avec Tessa Souter
- Nights Of Key Largo, Venus Records, 2009

Avec Special EFX
- Confidential, GRP, 1990
- Global Village, GRP, 1992

Avec Andy Statman
- Between Heaven & Earth: Music of the Jewish Mystics, Shanachie, 1997

Avec Toots Thielemans
- The Live Takes, volume 1, Universal, 2000
- Toots Thielemans & Kenny Werner, Verve, 2001

Avec Claudia Villela
- Dreamtales, Adventure Music, 2004

Avec Roseanna Vitro
- Reaching For the Moon, CMG Records, 1991
- Passion Dance, Telarc, 1996
- Catchin' Some Rays (Music of Ray Charles), Telarc, 1997
- Tropical Postcards, Challenge Records, 2004
- Live At The Kennedy Center, Challenge Records, 2006

Avec Ken and Harry Watters (en)
- Brothers, Summit, 1999

Avec Torben Westergaard (da)
- What I Miss, Olufsen Records, 1990

Avec Nils Wogram (en)
- New Conversations, Mons Records, 1994

### Enregistrements vidéo
- Effortless Mastery, DVD, City Hall 1998, 60 minutes.
- Living Effortless Mastery, DVD, Artists House, 218 minutes.